# Koninklijke Eereprijs voor Schietwedstrijden
De Koninklijke Eereprijs voor Schietwedstrijden was een Nederlandse onderscheiding die tussen 1902 en 1926 werd toegekend.
De prijs, in de vorm van een ronde medaille aan een lint, werd door Koningin Wilhelmina der Nederlanden ingesteld bij Koninklijk besluit van 5 februari 1902. De considerans van het KB is als volgt: "overwegende, dat het wenschelijk is de onder de bevolking toenemende zin tot vrijwillige beoefening van het schieten met handvuurwapenen aan te moedigen, ook wijl zoodoende kan worden bevorderd, dat zij, die behooren tot een der onderdeelen van de levende strijdkrachten, doch niet onder de wapenen zijn, gelegenheid vinden hunne schietvaardigheid te onderhouden of te verhoogen.".
De regering wilde de paraatheid van de reservisten van de Nederlandse Strijdkrachten bevorderen door de competitie aan te moedigen en prijzen uit te delen.

## De medailles
- De Koninklijke Eereprijs voor Schietwedstrijden in Goud, deze medaille werd in verguld zilver uitgereikt
- De Koninklijke Eereprijs voor Schietwedstrijden in Zilver
- De Koninklijke Eereprijs voor Schietwedstrijden in Brons

De Ereprijs is in alle gevallen een bij de Rijksmunt in Utrecht geslagen ronde medaille met een middellijn van 28 millimeter. De voorzijde vertoont een naar links gewend portret van Koningin Wilhelmina met als omschrift "WILHELMINA KONINGIN DER NEDERLANDEN".
De keerzijde van de medaille vertoont een afbeelding van de Nederlandse Maagd met in haar linkerhand een vlag met een wimpel. In haar rechterhand houdt de geharnaste maagd een lauwerkrans boven een aantal geweren met patronentas. Op het kuras van de maagd is een pijlenbundel, zinnebeeld van de eenheid die kracht maakt, afgebeeld. Op de achtergrond zijn schietbanen te zien. De afbeelding is geplaatst binnen het omschrift "EEREPRIJS VOOR SCHIETWEDSTRIJDEN". Aan de onderzijde, langs de afsnede van het hoofd van de koningin is de naam van de ontwerper "J.C. WIENECKE" aangebracht.
Het lint waaraan de medaille op de rechterborst werd gedragen is oranje met aan weerszijden de kleuren rood, wit en blauw als in de Nederlandse vlag.
Burgers konden ook deelnemen aan de schietwedstrijden. Zij droegen op het lint van de medaille een gesp in hetzelfde metaal als de medaille zelf. Deze gesp had de vorm van een door een beugelkroon gedekt schild. Op het schild was de tekst "ALLEN WEERBAAR" gegraveerd. Het schild is aan beide zijden omsloten door twee takken; een van eikenloof en een van laurierloof.
De ereprijs en de gesp zijn bij Koninklijk besluit van 12 april 1926 afgeschaft.